# 1732
Évszázadok: 17. század – 18. század – 19. század
Évtizedek: 1680-as évek – 1690-es évek – 1700-as évek – 1710-es évek – 1720-as évek – 1730-as évek – 1740-es évek – 1750-es évek – 1760-as évek – 1770-es évek – 1780-as évek
Évek: 1727 – 1728 – 1729 – 1730 –  1731 – 1732 – 1733 – 1734 – 1735 – 1736 – 1737

## Események
- szeptember 30. – 5,6-6,0 közötti magnitúdójú földrengés rázza meg Montréalt.[1]
- december 7. – Londonban megnyílik a Covent Garden.[2]

## Születések
- január 24. – Pierre-Augustin Caron de Beaumarchais, francia író, drámaíró († 1799)
- február 22. – George Washington, az Amerikai Egyesült Államok első elnöke, a függetlenségi háború főparancsnoka és győztes hadvezére († 1799)
- március 31. – Joseph Haydn, osztrák zeneszerző († 1809)
- április 5. – Jean-Honoré Fragonard, frencia rokokó festő († 1806)
- május 6. – Cervus Ádám, benedek rendi szerzetes († 1814)
- június 21. – Johann Christoph Friedrich Bach, zeneszerző, csembalista († 1795)
- július 1. – Cornides Dániel, történész, egyetemi tanár, könyvtáros († 1787)
- július 11. – Joseph Jérôme Lefrançais de Lalande, francia csillagász († 1807)
- szeptember 30. – Jacques Necker, svájci születésű bankár, politikus, pénzügyi szakember. XVI. Lajos három alkalommal bízta meg a Francia Királyság pénzügyeinek vezetésével († 1804)
- november 14. – Bacsinszky András, görögkatolikus magyar püspök († 1809)

## Halálozások
- augusztus 28. – Csáky Imre, bíboros, kalocsai érsek, költő (* 1672)
- november 19. – Révay Erzsébet, a magyar barokk kegyességi próza képviselője (* 1660)